# Jean-Noël Riff
Jean-Noël Riff (né le 22 avril 1981 à Mulhouse, dans le département du Haut-Rhin) est un joueur d'échecs français, formé au club de Mulhouse, grand maître international depuis 2014.

## Jeunesse
Jean-Noël Riff grandit dans le village de Seppois-le-Bas. Il découvre les échecs à quatre ans et demi par l'intermédiaire de son frère Sébastien, de 3 ans son aîné, qui lui apprend les règles. Il joue également au basketball au club de Vieux-Ferrette.
Jean-Noël Riff remporte le championnat de France d'échecs des jeunes dans la catégorie des moins de 10 ans en 1991.

## Palmarès et carrière
Jean-Noël Riff remporte deux fois le tournoi de Saint-Chély-d'Aubrac, en 2009 et 2011, ainsi que le 22e Grand Prix Le Touquet-Paris-Plage, devant Jean-Marc Degraeve et Youri Vuvkov. 

### Compétitions interclubs
Il joue dans le Top 12 français avec l'équipe du Mulhouse Philidor, dont il est capitaine. Il participe à ce titre à la coupe d'Europe des clubs d'échecs en 1997 et 2000. Il joue également dans d'autres championnats européens. Il rejoint le Royal Namur Echecs (Belgique) pendant la saison 2005-2006. Il joue pendant 15 ans en Allemagne, successivement avec le SK Freiburg-Zähringen 1887, le Rochade Kuppenheim et l'OSG Baden-Baden. Avec l'équipe suisse Schachfreunde Reichenstein, il participe de nouveau à la Coupe d'Europe en 2006, 2007 et 2008, remporte le championnat fédéral allemand et est nommé meilleur joueur. Il rejoint ensuite le Club d'Échecs de Genève en 2014.

### Grand maître international
Jean-Noël Riff obtient le titre de Maître international (MI) en août 2005. Il a dû valider trois paliers (ou normes) pour l'obtenir. La première, il l'obtient au Festival de Grands-Maîtres de Mulhouse en juillet 2004, la deuxième norme à Saint-Chély-d'Aubrac deux semaines plus tard, et la troisième norme à l'open de La Fère en juillet 2005.

Il obtient le titre de Grand maître international (GMI) en août 2014, devenant le premier Alsacien à l'obtenir.